# Principi del mòdul màxim

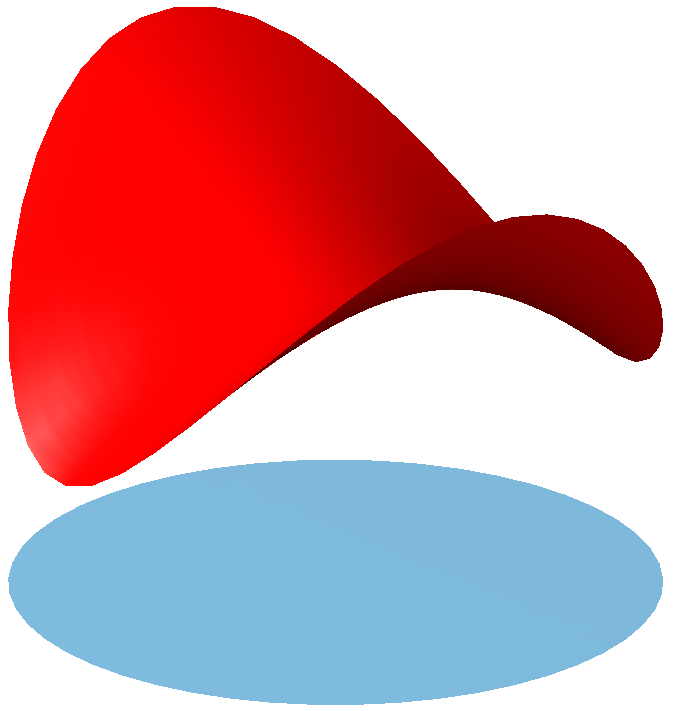
Una gràfica del mòdul de (en vermell) per al disc de la unitat centrat a l'origen (mostrat en blau). Tal com prediu el teorema, el màxim del mòdul no pot estar dins del disc (per tant, el valor més alt de la superfície vermella es troba en algun lloc de la seva vora).

En matemàtiques, el principi del mòdul màxim en l'anàlisi complexa estableix que si {\displaystyle f} és una funció holomòrfica, llavors el mòdul {\displaystyle |f|} no pot exhibir un màxim local estricte que estigui correctament dins del domini de {\displaystyle f}.
En altres paraules, tampoc {\displaystyle f} és localment una funció constant, o, per a qualsevol punt {\displaystyle z_{0}} dins del domini de {\displaystyle f} existeixen altres punts arbitràriament propers {\displaystyle z_{0}} als quals {\displaystyle |f|} pren valors més grans.

## Declaració formal
Sigui{\displaystyle f} ser una funció holomòrfica en algun subconjunt obert connectat {\displaystyle D} del pla complex {\displaystyle \mathbb {C} } i prenent valors complexos. Si {\displaystyle z_{0}} és un punt {\displaystyle D} de tal manera que
{\displaystyle |f(z_{0})|\geq |f(z)|}
per a tot {\displaystyle z} en algun veïnat de {\displaystyle z_{0}}, doncs {\displaystyle f} està encès constant {\displaystyle D}.
Aquesta afirmació es pot veure com un cas especial del teorema de mapeig obert, que estableix que una funció holomòrfica no constant mapeja conjunts oberts a conjunts oberts: {\displaystyle |f|} assoleix un màxim local a {\displaystyle z}, llavors la imatge d'un barri obert prou petit de {\displaystyle z} no es pot obrir, doncs {\displaystyle f} és constant.

## Aplicacions
- El teorema fonamental de l'àlgebra.
- El lema de Schwarz, un resultat que al seu torn té moltes generalitzacions i aplicacions en anàlisis complexes.
- El principi Phragmén-Lindelöf, una extensió a dominis il·limitats.
- El teorema de Borel–Carathéodory, que limita una funció analítica en termes de la seva part real.
- El teorema de les tres línies de Hadamard, un resultat sobre el comportament de les funcions holomòrfiques acotades en una línia entre altres dues línies paral·leles en el pla complex.[4]